# Biosphärenreservat La Palma
Die gesamte Kanarische Insel La Palma ist ein Biosphärenreservat.

## Geschichte
Im Jahr 1983 erklärte die UNESCO ein Gebiet von etwa 511 Hektar Größe im Bereich El Canal und Los Tiles zum Biosphärenreservat. Das Schutzziel war der Erhalt des Lorbeerwaldes.
Im Jahr 1997 wurde das Gebiet auf eine Größe von etwa 138 km² erweitert.
Seine aktuelle Größe von etwa 807 km² wurde im Jahr 2002 festgelegt. Davon entfallen etwa 708 km² auf die Landmasse der Insel, der Rest auf einen Teil der Meeresschutzgebiete rund um die Insel.

## Schutzzonen
Das Biosphärenreservat ist in drei Zonen eingeteilt: eine Kernzone, eine Pufferzone und eine Entwicklungszone.

### Kernzone
Die Kernzone besteht aus Gebieten, die bereits eigenständig unter besonderem Schutz stehen: dem Nationalpark Caldera de Taburiente, dem Naturreservat Pinar de Garafía, dem Artenschutzgebiet Guelguén, den Gebieten von wissenschaftlicher Bedeutung Juan Mayor und Barranco del Agua sowie den Kernzonen der Naturparks Cumbre Vieja und Las Nieves und des Meeresreservates La Palma.

### Pufferzone (Pflegezone)
Die Pufferzone umschließt die Kernzone. Sie besteht aus den weiteren IUCN-Natur- und Landschaftsschutzgebieten der Insel: den Naturdenkmälern Montaña de Azufre, Volcanes de Aridane, Risco de La Concepción, Costa de Hiscaguán, Barranco del Jorado, Volcanes de Teneguía und Tubo Volcánico de Todoque, den Geschützten Landschaften El Tablado, Barranco de Las Angustias, Tamanca und El Remo sowie den übrigen Gebieten der Naturparks und des Meeresreservates. Hier findet naturnahe Nutzung statt, die mit den Schutzzielen vereinbar ist, z. B. schonender Tourismus, Landbau und Fischerei.

### Entwicklungszone
Die Entwicklungszone umfasst den Rest der Insel. In diesen zumeist besiedelten Gebieten wird eine nachhaltige Bewirtschaftung gefördert.

## Verwaltung
Das Biosphärenreservat wird durch einen gemeinsamen Rat der Regierung der Autonomen Gemeinschaft der Kanarischen Inseln, der Inselregierung von La Palma und der Gemeindeverwaltungen von La Palma verwaltet.